# Oxacme marginata
Oxacme marginata är en fjärilsart som beskrevs av George Francis Hampson 1896. Oxacme marginata ingår i släktet Oxacme och familjen björnspinnare. Inga underarter finns listade i Catalogue of Life.